# Mcherry
mCherry è un membro della famiglia delle mFruits, ovvero delle proteine monomeriche a fluorescenza rossa (monomeric red fluorescent proteins - mRFPs). Essendo una RFP, essa deriva dalla DsRed dell'anemone di mare Discosoma a differenza delle proteine a fluorescenza verde green fluorescent proteins (GFPs), le quali spesso sono derivate dalla medusa Aequoera victoria Le proteine a fluorescenza sono utilizzate per colorare e quindi tracciare i componenti in una cellula, cosicché possano essere studiati utilizzando la tecnica della spettroscopia a fluorescenza. mCherry ha uno spettro di assorbimento tra i 
540-590 nm mentre lo spettro di emissione è compreso nel range tra i 550-650 nm. mCherry appartiene al gruppo delle proteine cromofore a fluorescenza chromophores e viene utilizzando come uno strumento di fondamentale importanza per visualizzare i geni e quindi analizzare le loro funzioni negli esperimenti.
Si è potuto notare un netto miglioramento per quanto riguarda le tecniche di Genome editing tramite un preciso inserimento di questi tag di proteine a fluorescenza nel materiale genetico di molti organismi differenti.
La maggior parte delle comparazioni tra la luminosità e la fotostabilità delle diverse proteine a fluorescenza è stata effettuata in vitro, rimosse da variabili biologiche che influenzano la perfomance delle proteine nelle cellule o negli organismi È difficile simulare perfettamente l'ambiente cellulare in vitro, e la differenza in quest'ultimopotrebbe avere un effetto sia sulla luminosità che sulla fotostabilità.
Le mRFPs, come mCherry, si rivelano molto utili poiché possiedono un piccolo peso molecolare e e hanno un processo di folding più veloce rispetto ai tetrameri. Questo si riflette nel fatto che le proteine monomeriche a fluorescenza disturbano meno il sistema target.

## Sviluppo
DsRed viene isolato dall'anemone di mare Discosoma , ed è una proteina tetramerica. La maggior parte delle proteina a fluorescenza rossa provengono da DsRed. DsRed ha una bassa fotostabilità (la resistenza di cambiare sotto l'influenza dell'energia radiante o della luce) e una lento tasso di maturazione
(tempo in cui metà della proteina è ripiegata). mRFP1 proviene da DsRed ed è un monomero quindi è più piccolo, ma la sua resa quantistica e la fotosensibilità sono minori comparate a DsRed.
Le mFruits in generale sono state sviluppate perché mentre differenti proteine colorate possono essere trovate da altre anthozoans, tali proteine che potrebbero essere per la maggioranza tetrameri potrebbero riscontrare le stesse problematiche di DsRed.
Questi tetrameri potrebbero richiedere derivazioni come quelle presenti a partire da DsRed per renderle utili partner di fusioni.
Tuttavia, mCherry ha una resa quantistica minore rispetto a mRFP1

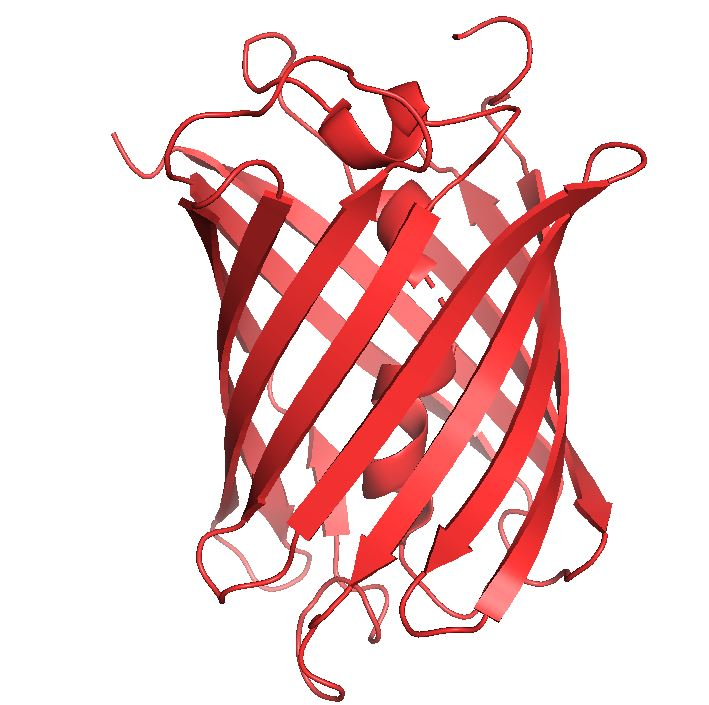
Protein structure of mCherry. PDB ID: 2H5Q

## Struttura
Il gene di mCherry è lungo 711bp, e la proteina è composta da 236 residui amminoacidici con un peso molecolare 26.722 kDa. La struttura a cristallo di mCherry è stata determinata nel 2006. Contiene 3 alfa eliche and 13  foglietti beta che compongono il barilotto beta. Il cromoforo in mCherry è composto da tre amminoacidi metionina, tirosina, e glicina, che sono modificate post-traduzionalmente 
in una imidazolinona. Il numero di questi residui è 66, 67, e 68 rispettivamente. La coniugazione pi-elettronica conferisce a mCherry la sua assorbanza ed emissione sullo spettro del rosso. Questa struttura è quasi identica alla struttura terziaria di DsRed, anch'esso un barilotto beta a 11 subunità, ed è simile alla struttura terziaria di GFP. Questo fa in modo che l'ambiente intorno al cromoforo in mCherry sia più idrofobico rispetto a quello che è presente intorno a DsRed. L'estremità terminale in mCherry è simile a GFP, permettendole di essere incorporata nel sistema in cui GFP può essere utilizzata mentre mRFP non poteva esserlo.

## Usi
mCherry è utilizzata nella microscopia a fluorescenza come sonda intracellulare Tuttavia, quando una proteina è taggata per fusione a una proteina a fluorescenza, le interazioni tra loro possono disturbare in modo indesiderato il targeting o la funzione.
Si ricorre all'utilizzo di mCherry dove si desidera l'espressione di geni costitutivi, e altri approcci sperimentali richiedono il controllo coordinato di più geni. Poiché l'utilizzo molte tecniche è stato studiato in modo specifico in E. coli e altri modelli, l'utilità e la funzionalità di queste tecniche non si presta ad altre specie. Per esempio, per il patogeno Gram-negativo, Legionella pneumophila, un vettore per la Legionella, il sistema Ptac rappresenta l'unico sistema di controllo di un'espressione ottimale. Per fare in modo di aumentare la disponibilità di strumenti per studiare l'espressione genica del batterio L. pneumophila, è stata studiata mCherry, che conferisce un'espressione genica costitutiva a partire da un sito di legame LacI mutagenizzato. mCherry non interferisce con altri plasmidi che ospitano un sistema di espressione LacI-Ptac né altera la crescita delle specie di Legionella durante la crescita intracellulare. La struttura del plasmide con un ampio host range di mCherry ha permesso un'espressione genica costitutiva in un'estesa varietà di specie di batteri Gram-negativi, facendo di mCherry uno strumento utile per una più grande comunità di ricerca.
Può essere utilizzata anche come un accettore di un'etero-FRET (fluorescence resonant energy transfer) di un'estesa lunghezza d'onda e può essere una sonda per esperimenti di omo-FRET. FRET è un tipo di trasferimento di energia a fluorescenza dove non c'è alcun fotone intermedio e la cui energia è trasferita da un donatore a un accettore- Così come si usa etichettare i batteri per visualizzarli senza selezione antibiotica.

## Altri RFPs e mFruits
RFP originale: DsRed
RFPs di prima generazione: mRFP1
RFPsdi seconda generazione: mStrawberry, mOrange, dTomato
Le mFruits sono proteine monomeriche a fluorescenza rossa (mRFPs) di seconda generazione le cui luminosità e fotostabilità sono sensibilmente migliorate rispetto alla mRFP1 di prima generazione. Le loro lunghezze d'onda di emissione ed eccitazione sono distribuite lungo un intervallo di circa 550-650 e 540-590 nm, rispettivamente. Tuttavia, le variazioni nei loro spettri possono essere ricondotte a pochi amminoacidi. Le analisi di spettroscopia e di risoluzione cristallografica atomica delle tre mFRtuis rappresentative, mOrange, mStrawberry e mCherry rivelano che differenti meccanismi operano per determinare eccitazione ed emissione massime. Andando incontro a un secondo step di ossidaione, ciascun mFruit produce un legame di acilimina nella catena principale del polipeptide. In confronto al progenitore DsRed, una modificazione covalente diretta a questo legame (mOrange) e una modificazione indiretta all'ambiente del cromoforo (mStrawberry e mCherry) producono forti varianti spostate nello spettro del blu e in quello del rosso. Lo slittamento nel blu di mOrange è indotto da una modificazione covalente della propria catena proteica principale.
La mappa di densità elettronica indica la formazione di un terzo eterociclo, 2-idrossi-diidrooxazolo, per reazione della treonina 66 Oγ con la catena polipeptidica, che a turno riduce la coniugazione del gruppo carbonile in posizione 65 con il resto del cromoforo. Si suppone che in mStrawberry e in mCherry il movimento della lisina 70 carica e la protonazione dell'acido glutammico 215 s modifichino la distribuzione della densità elettronica, inducendo il distintivo slittamento verso il rosso.